# Edward Salas
Edward "Eddie" Salas (Montevideo, Uruguai, 24 d'agost de 1965) va ser un ciclista australià que va competir entre 1989 i 1999. De la seva carrera professional destaca Campionat d'Austràlia en ruta l'any 1993 i un sisè lloc final als Jocs Olímpics de 1988

## Palmarès en ruta
- 1987
  - 1r al Trofeu Salvatore Morucci
- 1989
  - 1r al Gran Premi de la indústria i l'artesanat de Larciano
- 1993
  -  Campió d'Austràlia en ruta
- 1995
  - Vencedor d'una etapa al Bay Cycling Classic
- 1998
  - Vencedor d'una etapa al Herald Sun Tour
- 1999
  - Vencedor d'una etapa al Herald Sun Tour

### Resultats al Giro d'Itàlia
- 1991. 81è de la classificació general

## Palmarès en pista
- 1986
  -  Campió d'Austràlia en Madison (amb Mark Fulcher)